# 1. FC Cologne
Cet article concerne le football masculin du FC Cologne. Pour le football féminin, voir 1. FC Cologne (féminines).
Maillots
Actualités
Le 1. FC Cologne (FC Kölle en kölsch, 1. FC Köln en allemand, forme raccourcie de 1. Fußball-Club Köln 01/07 e. V.) est un club de football allemand, fondé le 13 février 1948 et basé à Cologne. Le club est présidé par Werner Wolf depuis 2011 et l'équipe première est entraînée par Gerhard Struber.
Le FC Cologne a connu sa période la plus glorieuse sur la scène nationale au début des années 1960, remportant deux titres de champion d'Allemagne (1962, 1964) et terminant à trois reprises à la deuxième place (1960, 1963, 1965). Le titre de 1964 fait notamment du FC Cologne le premier champion de la Bundesliga moderne, dont il fut un des principaux membres fondateurs grâce à son président de l'époque, Franz Kremer. Par la suite, le club remporte une dernière fois la Bundesliga en 1978 et inscrit quatre coupes d'Allemagne à son palmarès. Bien qu'il ne remporte aucun autre titre de champion, le FC Cologne reste très régulier et finit presque toujours dans la première moitié de Bundesliga jusqu'à la fin des années 1990, où il est relégué pour la première fois de son histoire en 2. Bundesliga. Depuis, il fait régulièrement l'aller-retour entre les deux premières divisions du football allemand.
Sur la scène européenne, après une première performance en Coupe d'Europe des vainqueurs de coupe lors de la saison 1968-1969, c'est entre la fin des années 1970 et la fin des années 1980 que le FC Cologne se distingue avec une demi-finale de la Coupe des clubs champions européens en 1979, une finale de la Coupe de l'UEFA en 1986 et trois demi-finales en 1975, 1981 et 1990.
Depuis 2009, le club dispose également d'une équipe féminine, qui évolue en 1. Bundesliga, la première division allemande de football féminin.

## Histoire

### Dates repères
- 1948 : fondation du club
- 1954 : finaliste du DFB-Pokal face au VfB Stuttgart
- 1963 : première participation à une coupe d'Europe (C1) et champion de Oberliga West
- 1964 : champion de Bundesliga pour la première fois de son histoire
- 1965 : vice-champion de Bundesliga
- 1968 : vainqueur du DFB-Pokal pour la première fois de son histoire
- 1969 : demi-finaliste de la Coupe d'Europe des vainqueurs de coupe
- 1970 : finaliste du DFB-Pokal face au Kickers Offenbach
- 1971 : finaliste du DFB-Pokal face au FC Bayern Münich
- 1973 : vice-champion de Bundesliga et finaliste de la DFB-Pokal face au Borussia Mönchengladbach
- 1975 : demi-finaliste de la Coupe UEFA
- 1977 : vainqueur du DFB-Pokal pour la deuxième fois de son histoire
- 1978 : champion de Bundesliga pour la deuxième fois de son histoire et vainqueur de la DFB-Pokal pour la troisième fois de son histoire
- 1979 : demi-finaliste de la Coupe des clubs champions européens
- 1980 : finaliste du DFB-Pokal face au Fortuna Düsseldorf
- 1981 : demi-finaliste de la Coupe UEFA
- 1982 : vice-champion de Bundesliga
- 1983 : vainqueur du DFB-Pokal pour la quatrième fois de son histoire
- 1986 : finaliste de la Coupe UEFA face au Real Madrid
- 1989 : vice-champion de Bundesliga
- 1990 : vice-champion de Bundesliga et demi-finaliste de Coupe UEFA
- 1991 : finaliste du DFB-Pokal face au SV Werder Brême
- 1998 : descente en 2.Bundesliga pour la première fois de son histoire
- 2000 : champion de 2.Bundesliga pour la première fois de son histoire
- 2003 : vice-champion de 2.Bundesliga
- 2005 : champion de 2.Bundesliga pour la deuxième fois de son histoire
- 2014 : champion de 2.Bundesliga pour la troisième fois de son histoire
- 2019 : champion de 2.Bundesliga pour la quatrième fois de son histoire
- 2022 : première participation en Ligue Conférence de l'UEFA

### Le Kölner Ballspiel-Club 01
Le Kölner BC fut fondé le 6 juin 1901 par un groupe de jeunes hommes malheureux étant dans le club de gymnastique du FC Borussia Köln et ils furent beaucoup plus intéressés par le football. Le BC fut un très grand club en Zehnerliga Ouest dans les années avant la Première Guerre mondiale qui remporta le championnat de Westdeutsche en 1912 et qui avança aux tours préliminaires de la finale nationale. Leur meilleur résultat fut une finale perdue en 1920, où ils perdirent  1-3 face au Borussia Mönchengladbach.

### La SpVgg Sülz 07
Le Köln-Sülz fut fondé en 1907 sous le nom de Sülzer Sportverein et le 1er janvier 1919 il fusionna avec le Fußball Club 1908 Hertha Sülz pour former le SpVgg. Il remporta le titre de Westdeutscher en 1928 et  fut également sorti lors des premiers tours de la finale nationale. Il joua ensuite en Gauliga Mittelrhein, l'une des seize divisions de premier niveau établies en 1933, à la suite de la réorganisation du football allemand sous le Troisième Reich. Il obtint généralement de bons résultats pendant les années 1930 - et en 1939 - mais il faiblit au début des années 1940. Après la saison 1941, la Gauliga Mittlerhein fut divisée en deux nouvelles divisions : la Gauliga Köln-Aachen et la Gauliga Moselland, qui comprenait des clubs du Luxembourg en zone occupée. Sülz lutta jusqu'à ce qu'il fusionne avec le VfL Köln 1899 lors de la saison 1943-44, pour former le club de Kriegspielgemeinschaft VfL 99 / Sülz 07 qui remporta rapidement le titre en Gauliga Köln-Aachen avec un seul point d'avance sur SG Düren 99 dans une course très serrée. Le club ne joua plus après cette saison.

### La fondation du 1. FC Cologne
Le 13 février 1948, le Kölner Ballspiel-Club 01 et la Spielvereinigung Sülz 07 fusionnent pour créer le 1. FC Cologne. Le président du Kölner Ballspiel-Club 01, Franz Kramer, devient le premier président du nouveau club colonais, qui récupère les couleurs de la ville, le rouge et le blanc, le Dom sur son blason, ainsi que le numéro 1 dans le nom du club qui affiche la volonté du jeune FC de s'imposer comme le club de la ville, à une époque où de nombreux clubs de quartiers se disputent la suprématie locale.

### Première relégation et instabilité (1999 à aujourd'hui)
Le 11 mai 2008, après deux saisons passées en 2. Bundesliga, le 1. FC Cologne remonte en première division (1. Bundesliga). À la fin de la saison 2011-2012, le club finit à la 17e place et redescend en 2e division.
Lors de la saison 2013-2014, le club ne concède que 4 défaites et n'encaisse que 20 buts. Le 21 avril 2014, la victoire à domicile contre le VfL Bochum pour le compte de la 31e journée (3-1) scelle définitivement la remontée du club dans l'élite du football allemand, ainsi que le titre de champion de 2. Bundesliga.
Pour le retour en Bundesliga, l'intersaison est marquée par une polémique autour du numéro 10, qui avait été retiré depuis deux saisons en l'honneur de Lukas Podolski et donné lors de l'été 2014 au buteur du club, Patrick Helmes. La saison 2014-2015 débute de manière plutôt réussie, le club restant invaincu et conservant ses cages inviolés lors des quatre premiers matchs, pour une victoire et trois matchs nuls, notamment contre les rivaux du Borussia Mönchengladbach, dont le match est marqué par une certaine provocation et quelques débordements entre supporters autour du stade. Après deux matchs riches en buts en novembre 2014 (victoire 3-2 à l'extérieur contre le TSG Hoffenheim, défaite 1-5 sur le terrain du Bayer Leverkusen), les « boucs » de Cologne réalisent globalement des performances solides défensivement, mais offensivement peu prolifiques qui leur permettent d'établir un nouveau record en Bundesliga, celui du nombre de matchs nuls terminés sur le score de zéro à zéro en une saison, qui est porté à neuf. Le 1. FC Cologne se forge ainsi une réputation d'équipe « ennuyeuse »,, « qui pourrit le jeu » « mais couronnée de succès ». Le club obtient son maintien à deux journées de la fin du championnat à la suite de la victoire 2-0 face aux rivaux du FC Schalke 04. En n'encaissant aucun but face au club de Gelsenkirchen, le FC Cologne et son gardien, Timo Horn, formé au club, signent un treizième match sans encaisser de but et égalent ainsi le record du Bayern Munich de la saison 1965-1966. Ils ne parviennent cependant pas à battre ce record (défaite 2-0 face au 1. FSV Mayence 05 le match suivant) et finissent à la douzième place sur dix-huit participants.
Porté par un Anthony Modeste prolifique (25 buts), le club termine la saison 2016-2017 à la 5e place, qualificative pour la Ligue Europa. La saison suivante est calamiteuse. Le club passe la quasi-totalité de la saison à la dernière place, et se retrouve relégué. Lors de cette année, l'UEFA inflige une amende de 60 000 euros au club en raison du comportement de ses supporters lors du match de Ligue Europa contre Arsenal le 14 septembre 2017. En effet, 20 000 personnes se sont présentées à l'entrée du stade alors qu'il n'y avait que 3 000 places réservées, retardant le coup d'envoi d'une heure.
Le FC Cologne est relégué à l'issue de la saison 2023-2024, après cinq saisons passées dans l'élite du football allemand.

## Palmarès et résultats sportifs

### Titres et trophées
Le tableau suivant présente les titres et les places d'honneur acquis par le FC Cologne au cours de son histoire.
| Compétitions internationales | Compétitions nationales | Compétitions amicales                                                         |
| --- | --- | ----------------------------------------------------------------------------- |
| - Coupe des clubs champions européens (0) : - Demi-finaliste : 1979 - Coupe d'Europe des vainqueurs de coupe (0) : - Demi-finaliste : 1969 - Coupe UEFA (0) : - Finaliste : 1986 - Demi-finaliste : 1975, 1981 et 1990 | - Bundesliga (3) : - Champion : 1962, 1964 et 1978 - Vice-champion : 1960, 1963, 1965, 1973, 1982, 1989, 1990 - DFB-Pokal (4) : - Vainqueur : 1968, 1977, 1978, 1983 - Finaliste : 1954, 1970, 1971, 1973, 1980 et 1991 - 2. Bundesliga (5) : - Champion : 2000, 2005, 2014, 2019 et 2025 - Vice-champion : 2003 | - Trophée Joan Gamper (2) : - Vainqueur : 1978, 1981 - Finaliste : 1966, 1979 |

### Bilan national
En 2023, le FC Cologne se classe à la 9e place du classement de Bundesliga de tous les temps.
| Compétition   | Part. | Meilleur parcours | Dern. | J    | V   | N   | D   | Bp   | Bc   | Diff. |
| ------------- | ----- | ----------------- | ----- | ---- | --- | --- | --- | ---- | ---- | ----- |
| Bundesliga    | 47    | Champion (3)      | 2024  | 1733 | 671 | 445 | 617 | 2805 | 2600 | +205  |
| 2. Bundesliga | 10    | Champion (4)      | 2025  | 306  | 150 | 83  | 73  | 530  | 364  | +166  |

### Bilan européen
| Compétition     | Part. | Meilleur parcours | Dern. | J   | V  | N  | D  | Bp  | Bc  | Diff. |
| --------------- | ----- | ----------------- | ----- | --- | -- | -- | -- | --- | --- | ----- |
| C1              | 3     | Demi-finale       | 1979  | 17  | 7  | 8  | 2  | 27  | 19  | +8    |
| C2              | 3     | Demi-finale       | 1984  | 14  | 7  | 2  | 5  | 30  | 20  | +10   |
| C3              | 15    | Finale            | 2017  | 104 | 54 | 16 | 34 | 191 | 113 | +78   |
| C4              | 1     | Phase de groupes  | 2022  | 8   | 3  | 2  | 3  | 12  | 10  | +2    |
| Coupe Intertoto | 2     | Demi-finale       | 1997  | 11  | 6  | 3  | 2  | 23  | 9   | +14   |

### Records et distinctions

#### Distinctions individuelles
- Footballeur allemand de l'année
  - 1962 : Karl-Heinz Schnellinger
  - 1963 : Hans Schäfer
  - 1984 : Harald Schumacher
  - 1986 : Harald Schumacher
  - 1989 : Thomas Häßler

- Meilleur buteur de la saison de Bundesliga
  - 1968 : Johannes Löhr (27 buts)
  - 1977 : Dieter Müller (34 buts, même score que Gerd Müller, Bayern Munich)
  - 1978 : Dieter Müller (24 buts)
  - 1985 : Klaus Allofs (26 buts)
  - 1989 : Thomas Allofs (17 buts, même score que Roland Wohlfarth, Bayern Munich)

## Joueurs et personnalités du club

### Effectif professionnel actuel
En grisé, les sélections de joueurs internationaux chez les jeunes mais n'ayant jamais été appelés aux échelons supérieurs une fois l'âge-limite dépassé ou les joueurs ayant pris leur retraite internationale.

### Joueurs emblématiques

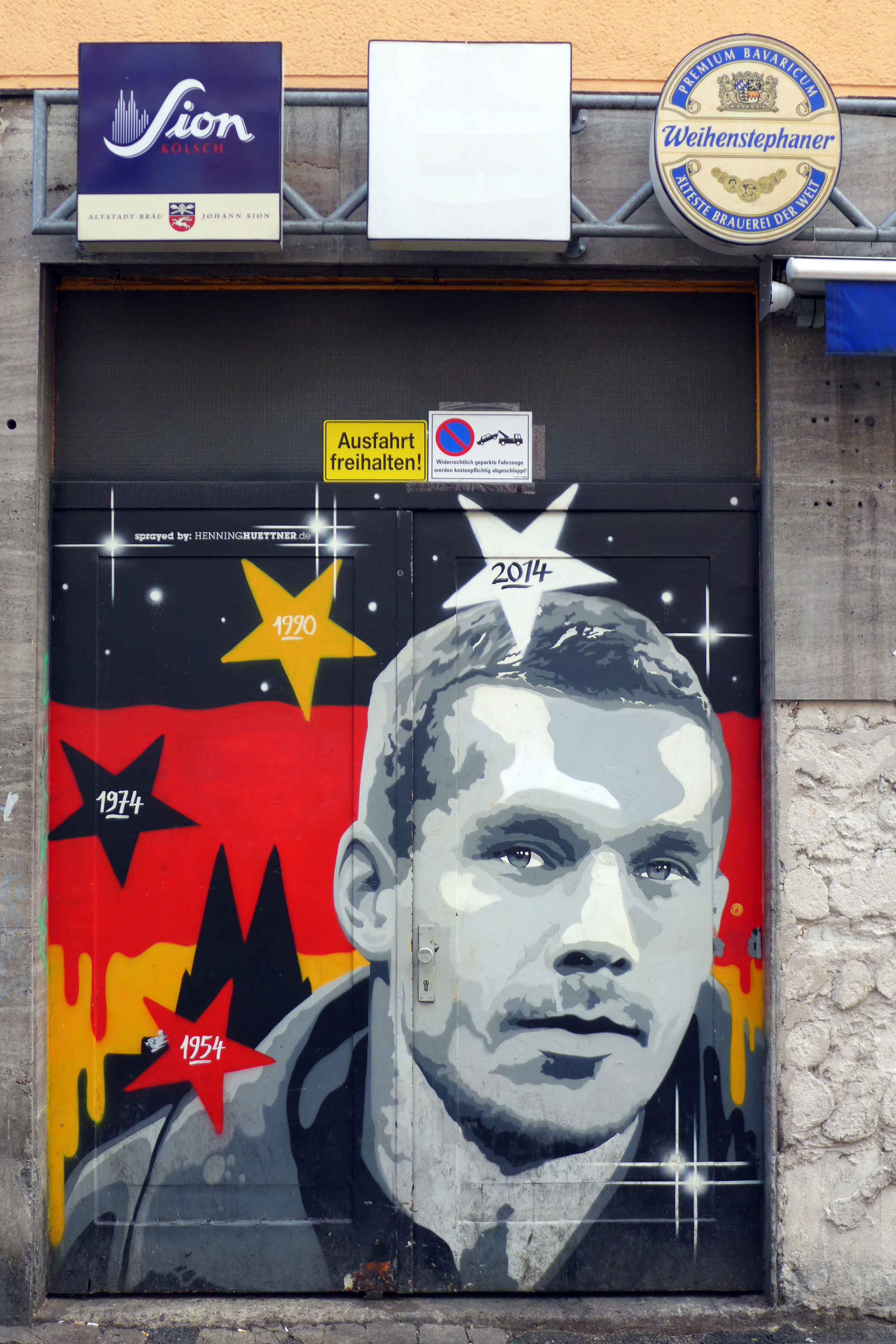
Peinture murale en l'honneur de Lukas Podolski, à Cologne.

Présent dès la naissance du club, Hans Schäfer est toujours resté fidèle au FC, où il effectue l'intégralité de sa carrière professionnelle de 1948 à 1965. Buteur prolifique, il participe à la période dorée du club, avec les titres de 1962 et 1964 et les deuxièmes places de 1960, 1963 et 1965. Il est également sélectionné à trente-neuf reprises en équipe nationale d'Allemagne de l'Ouest, inscrivant quinze buts et prenant part au titre mondial de 1954, ainsi qu'à sa finale contre la Hongrie, fréquemment appelée « miracle de Berne » (3-2). Supporter du FC, il en est également membre d'honneur et vient régulièrement au stade.
Durant les années 2000, Lukas Podolski se révèle au FC Cologne. L'international allemand arrive dès 1995 à l'âge de 10 ans et fait ses débuts avec l'équipe première en 2003. Durant sa première saison, il inscrit 10 buts en championnat en 19 matchs, ce qui lui permet de très vite s'attirer les sympathies du public et de poursuivre une progression linéaire en équipe nationale. Il reste dans un premier temps deux saisons de plus (pour 36 buts supplémentaires en 62 matchs de championnat), malgré le passage du club en 2. Bundesliga le temps de la saison 2004-2005. Il finit par partir au Bayern Munich en 2006, où il reste trois saisons avant de revenir dans son club et sa ville de cœur en 2009. Après trois saisons supplémentaires avec le FC, son départ vers Arsenal est annoncé le 30 avril 2012. À la suite de son départ, les dirigeants du club décident de retirer le numéro 10 que Poldi portait, mais reviennent sur cette décision au début de la saison 2014-2015. Aujourd'hui toujours en Turquie, le joueur laisse néanmoins régulièrement planer l'ombre d'un retour et n'hésite jamais à rendre visite à ses anciens dirigeants, et à clamer son amour de la ville et du club.
Le Français Anthony Modeste a été largement adopté par les supporters de Cologne, avec notamment une saison 2021-2022 prolifique en buts. Son départ "surprise" pour Dortmund à l'été 2022 a soulevé un certain mécontentement côté colognais.
- Klaus Allofs
- Thomas Allofs
- Rainer Bonhof
- Bernhard Cullmann
- Klaus Fischer
- Heinz Flohe
- Jimmy Hartwig
- Thomas Hässler
- Fritz Herkenrath
- Bodo Illgner
- Carsten Jancker
- Jupp Kapellmann
- Jürgen Kohler
- Bruno Labbadia
- Pierre Littbarski
- Johannes Löhr
- Dieter Müller
- Wolfgang Overath
- Dieter Prestin
- Helmut Rahn
- Uwe Rahn
- Wolfgang Rolff
- Karl-Heinz Schnellinger
- Harald Schumacher
- Bernd Schuster
- Wolfgang Weber
- Leo Wilden
- Herbert Zimmermann
- Rigobert Song
- Marco Streller
- Dorinel Munteanu
- Preben Elkjaer Larsen
- Morten Olsen
- Flemming Povlsen
- Tony Woodcock
- Anton Polster
- Ricardo Cabanas
- Bernt Haas
- René Botteron
- Spasoje Bulajic
- Zlatko Cajkovski
- Alpay Özalan
- Roda Antar
- Khodadad Azizi
- Yasuhiko Okudera
- Sunday Oliseh
- Ammar Jemal
- Anthony Modeste

### Présidents
- Franz Kremer : 1948 - 1967
- Werner Müller : 1967 - 1968
- Oskar Maass : 1968 - 1973
- Peter Weiand : 1973 - 1987
- Dietmar Artzinger-Bolten : 1987 - 1991
- Klaus Hartmann : 1991 - 1997
- Albert Caspers : 1997 - 2004
- Wolfgang Overath : 14 juin 2004 - nov. 2011
- Werner Spinner : nov. 2011 - mars 2019
- Werner Wolf : sep. 2019 - ...

### Entraîneurs
Liste des entraîneurs du 1. FC Cologne depuis 1948,
- Karl Flink : février 1948-1948
- Hennes Weisweiler (1) : 1948-1952
- Helmut Schneider : 1952-mai 1953
- Karl Winkler : mai 1953-1954
- Rudi Gutendorf : mars 1965-décembre 1966
- Kurt Baluses : 1954-1955
- Hennes Weisweiler (2) : 1955-1958
- Péter Szabó : 1958-1959
- Oswald Pfau : 1959-1961
- Zlatko Čajkovski (1) : 1961-1963
- Georg Knöpfle : 1963-1966
- Willi Multhaup : 1966-1968
- Hans Merkle : 1968-1970
- Ernst Ocwirk : 1970-1971
- Gyula Lóránt : 1971-avril 1972
- Rolf Herings (1) : avril 1972-1972
- Rudolf Schlott : 1972-septembre 1973
- Zlatko Čajkovski (2) : septembre 1973-décembre 1975
- Georg Stollenwerk : janvier 1976-1976
- Hennes Weisweiler (3) : 1976-avril 1980
- Karl-Heinz Heddergott : avril-octobre 1980
- Rolf Herings (2) : octobre 1980
- Rinus Michels : octobre 1980-août 1983
- Hannes Löhr : août 1983-février 1986
- Georg Kessler : février-septembre 1986
- Christoph Daum (1) : septembre 1986-1990
- Erich Rutemöller : 1990-août 1991
- Udo Lattek (intérim) : août-septembre 1991
- Johannes Linßen (intérim) : septembre 1991
- Jörg Berger : septembre 1991-février 1993
- Wolfgang Jerat : février-avril 1993
- Morten Olsen : avril 1993-août 1995
- Stephan Engels : août 1995-mars 1996
- Peter Neururer : avril 1996-septembre 1997
- Lorenz-Günther Köstner : octobre 1997-1998
- Bernd Schuster : 1998-1999
- Ewald Lienen : 1999-janvier 2002
- Christoph John (intérim) : janvier-février 2002
- Friedhelm Funkel : février 2002-octobre 2003
- Jos Luhukay (intérim) : octobre-novembre 2003
- Marcel Koller : novembre 2003-2004
- Huub Stevens : 2004-2005
- Uwe Rapolder : 2005-décembre 2005
- Hanspeter Latour : janvier-novembre 2006
- Holger Gehrke (intérim) : novembre 2006
- Christoph Daum (2) : novembre 2006-2009
- Zvonimir Soldo : 2009-octobre 2010
- Frank Schaefer (1) : octobre 2010-avril 2011
- Volker Finke (intérim) : avril 2011-2011
- Ståle Solbakken : 2011-avril 2012
- Frank Schaefer (2) (intérim) : avril 2012-2012
- Holger Stanislawski : 2012-2013
- Peter Stöger : 2013-déc. 2017
- Stefan Ruthenbeck : déc.2017-juin 2018
- Markus Anfang : juin 2018-avril 2019
- André Pawlak (intérim)  : avril 2019-juillet 2019
- Achim Beierlorzer : juillet 2019-novembre 2019
- Markus Gisdol : novembre 2019-avril 2021
- Friedhelm Funkel : avril 2021-juin 2021
- Steffen Baumgart : juillet 2021- décembre 2023
- Timo Schultz : depuis janvier 2024

## Infrastructures

### Stade

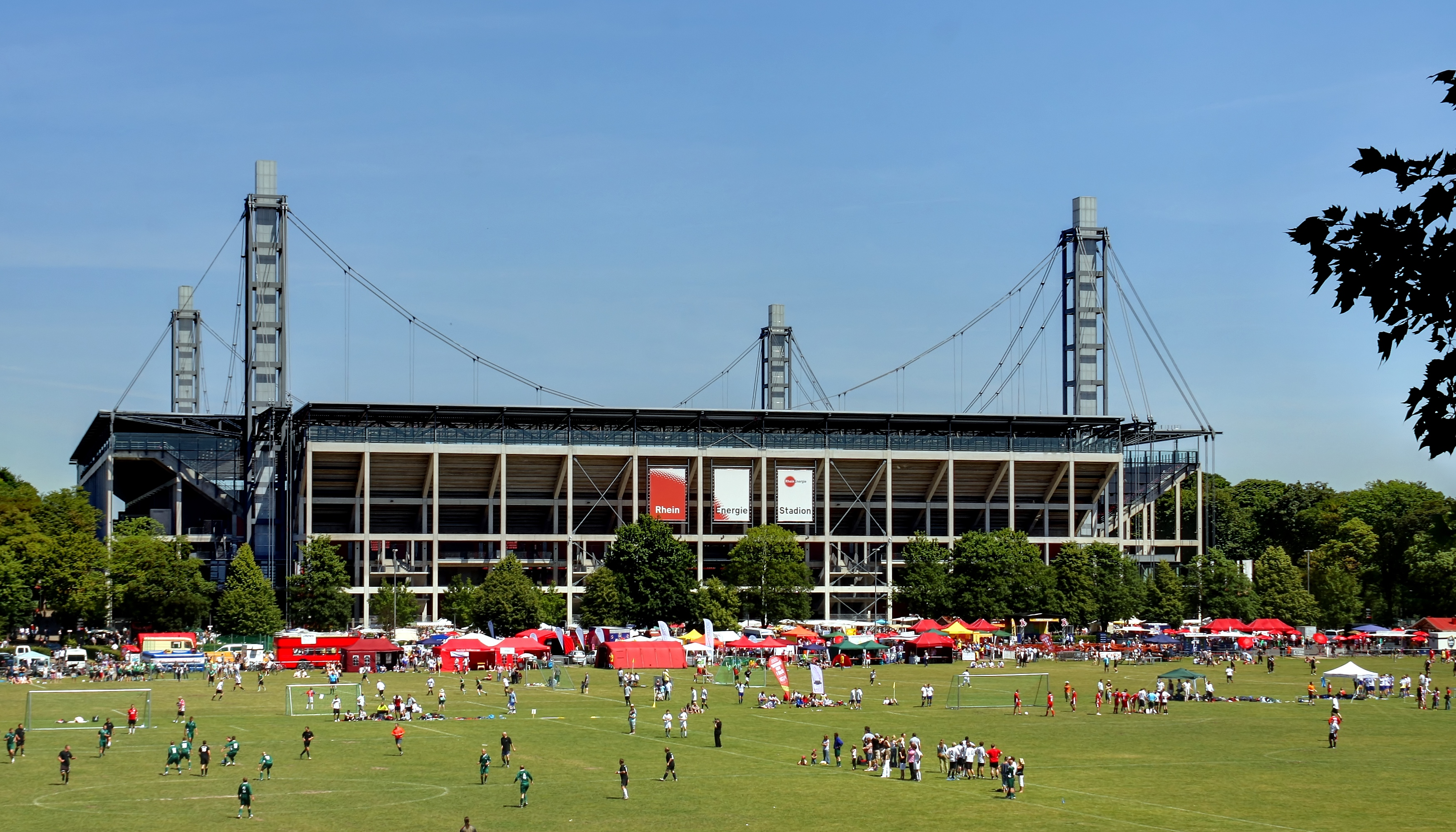
La façade sud du RheinErnergieStadion lors de la Come Together Cup en 2011.

Le FC Cologne dispute ses matchs à domicile au RheinEnergieStadion, dont le nom est issue d'un partenariat de naming avec l'entreprise Rheinergie AG (de). Le stade est construit en 1923 sous le nom de Müngersdorfer Stadion, nom qu'il conserve jusqu'à la rénovation en profondeur du stade pour la Coupe du monde 2006 en Allemagne. Il peut accueillir 50 076 spectateurs (46 361 en configuration internationale).

## Soutien et image

### Affluences
Évolution de la moyenne de spectateurs à domicile du 1. FC Cologne,

### Mascotte

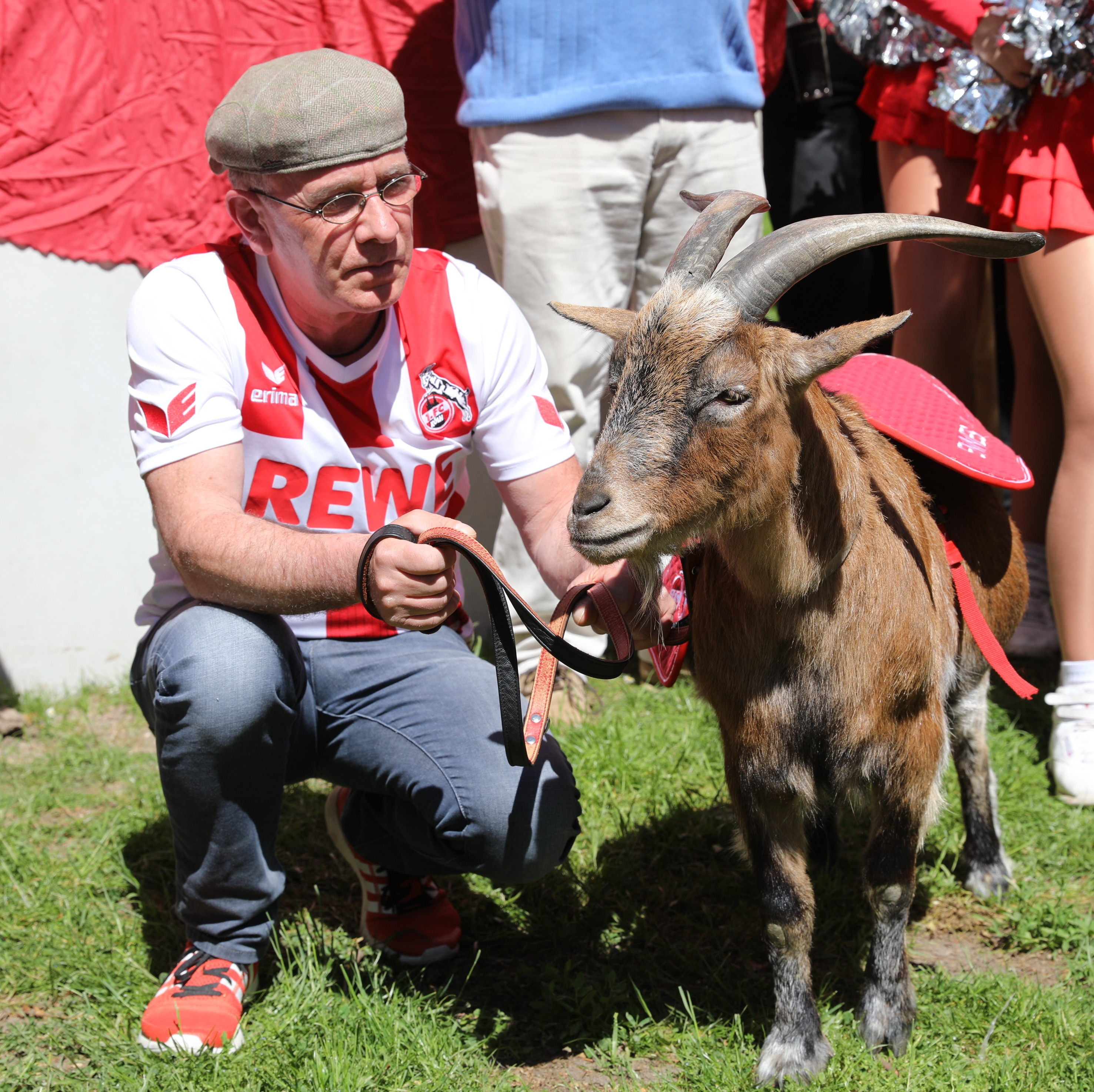
Hennes VIII. (2018)

La mascotte du FC Cologne est un bouc depuis les années 1950, après que la fondatrice du cirque Williams, Carola Williams, a offert un bouc au club. Il a été nommé Hennes, en hommage à l'ancien joueur et entraîneur du club, Hennes Weisweiler. À la suite de la mort du premier bouc, il a été décidé de poursuivre cette tradition et de choisir un nouveau bouc à chaque fois que le bouc mascotte officielle meurt. Chacun des boucs se nomme également Hennes, ainsi que le nombre déterminant sa position dans la descendance de la mascotte. La mascotte actuelle du FC Cologne, depuis l'été 2019, est ainsi le bouc Hennes IX.
Le bouc Hennes est présent au stade lors de tous les matchs à domicile.

### Blason
Le blason du club se compose de la cathédrale de Cologne, emblème de la ville, et de sa mascotte, le bouc « Hennes ».

### Supporters célèbres
L'ancien pilote de Formule 1 Michael Schumacher supporte et adhère au club.

### Rivalités
Le club a plusieurs rivalités, la plus grande étant avec le Borussia Mönchengladbach. Il existe une plus petite rivalité avec le Bayer Leverkusen, dont la ville est très proche de Cologne.